# Olympische Sommerspiele 1928/Rudern – Vierer mit Steuermann
Die Ruderregatta im Vierer mit Steuermann bei den Olympischen Sommerspielen 1928 wurde vom 3. bis 10. August auf der Ringvaart des Haarlemmermeerpolders ausgetragen.

## Ergebnisse

### Runde 1

#### Lauf 1
| Rang | Nation     | Athleten                                                                                    | Zeit       | Qualifiziert für      |
| ---- | ---------- | ------------------------------------------------------------------------------------------- | ---------- | --------------------- |
| 1    | Schweiz    | Ernst Haas Joseph Meyer Otto Bucher Karl Schwegler Fritz Bösch (Steuermann)                 | 7:35,6 min | Runde 2               |
| 2    | Frankreich | Jean Ruffier des Aimés Henri Gatineau Léon le Cornu Georges Piot André Decours (Steuermann) | 7:42,0 min | Hoffnungslauf Runde 1 |

#### Lauf 2
| Rang | Nation         | Athleten                                                                         | Zeit       | Qualifiziert für      |
| ---- | -------------- | -------------------------------------------------------------------------------- | ---------- | --------------------- |
| 1    | Ungarn         | Sándor Hautzinger Zoltán Török László Bartók Béla Blum Béla Zoltán (Steuermann)  | 7:49,2 min | Runde 2               |
| 2    | Großbritannien | Harold Ives Leslie Potter George Beaumont Bob Starkey Arthur Sulley (Steuermann) | 8:01,0 min | Hoffnungslauf Runde 1 |

#### Lauf 3
| Rang | Nation | Athleten                                                                                              | Zeit       | Qualifiziert für      |
| ---- | ------ | --- | ---------- | --------------------- |
| 1    | Polen  | Franciszek Bronikowski Edmund Jankowski Leon Birkholc Bernard Ormanowski Bolesław Drewek (Steuermann) | 7:31,6 min | Runde 2               |
| 2    | Japan  | Kazuo Nose Makoto Tsushida Isamu Takashima Hachirō Satō Tsukasa Sonobe (Steuermann)                   | 7:49,0 min | Hoffnungslauf Runde 1 |

#### Lauf 4
| Rang | Nation             | Athleten                                                                                | Zeit       | Qualifiziert für      |
| ---- | ------------------ | --------------------------------------------------------------------------------------- | ---------- | --------------------- |
| 1    | Deutsches Reich    | Karl Golzo Hans Nickel Karl Hoffmann Werner Kleine Alfred Krohn (Steuermann)            | 7:19,8 min | Runde 2               |
| 2    | Vereinigte Staaten | Allerton Cushman Charles Mason James Hubbard James Lawrence Eugene Belisle (Steuermann) | 7:20,0 min | Hoffnungslauf Runde 1 |

#### Lauf 5
| Rang | Nation  | Athleten                                                                                     | Zeit       | Qualifiziert für      |
| ---- | ------- | -------------------------------------------------------------------------------------------- | ---------- | --------------------- |
| 1    | Belgien | Jean Bauwens Theo Wambeke Alphonse De Wette Charles Van Son Maurice Delplanck (Steuermann)   | 7:41,8 min |                       |
| 2    | Monaco  | Alexandre Devissi Louis Giobergia Charles Gardetto Émile Gardetto Pierre Levesy (Steuermann) | unbekannt  | Hoffnungslauf Runde 1 |

#### Lauf 6
| Rang | Nation  | Athleten                                                                                     | Zeit       | Qualifiziert für |
| ---- | ------- | -------------------------------------------------------------------------------------------- | ---------- | ---------------- |
| 1    | Italien | Valerio Perentin Giliante D’Este Nicolò Vittori Giovanni Delise Renato Petronio (Steuermann) | 7:34,6 min | Runde 2          |

#### Hoffnungslauf Runde 1

##### Lauf 1
| Rang | Nation     | Athleten                                                                                     | Zeit       | Qualifiziert für |
| ---- | ---------- | -------------------------------------------------------------------------------------------- | ---------- | ---------------- |
| 1    | Frankreich | Jean Ruffier des Aimés Henri Gatineau Léon le Cornu Georges Piot André Decours (Steuermann)  | 7:48,8 min | Runde 2          |
| 2    | Monaco     | Alexandre Devissi Louis Giobergia Charles Gardetto Émile Gardetto Pierre Levesy (Steuermann) | 8:02,4 min |                  |

##### Lauf 2
| Rang | Nation             | Athleten                                                                                | Zeit       | Qualifiziert für |
| ---- | ------------------ | --------------------------------------------------------------------------------------- | ---------- | ---------------- |
| 1    | Vereinigte Staaten | Allerton Cushman Charles Mason James Hubbard James Lawrence Eugene Belisle (Steuermann) | 7:43,0 min | Runde 2          |
| 2    | Japan              | Kazuo Nose Makoto Tsushida Isamu Takashima Hachirō Satō Tsukasa Sonobe (Steuermann)     | 7:51,4 min |                  |

### Runde 2

#### Lauf 1
| Rang | Nation  | Athleten                                                                                   | Zeit       | Qualifiziert für       |
| ---- | ------- | ------------------------------------------------------------------------------------------ | ---------- | ---------------------- |
| 1    | Belgien | Jean Bauwens Theo Wambeke Alphonse De Wette Charles Van Son Maurice Delplanck (Steuermann) | 7:55,4 min | Viertelfinale          |
| 2    | Ungarn  | Sándor Hautzinger Zoltán Török László Bartók Béla Blum Béla Zoltán (Steuermann)            | 8:03,4 min | Hoffnungslauf 2. Runde |

#### Lauf 2
| Rang | Nation          | Athleten                                                                                     | Zeit       | Qualifiziert für       |
| ---- | --------------- | -------------------------------------------------------------------------------------------- | ---------- | ---------------------- |
| 1    | Italien         | Valerio Perentin Giliante D’Este Nicolò Vittori Giovanni Delise Renato Petronio (Steuermann) | 7:41,6 min | Viertelfinale          |
| 2    | Deutsches Reich | Karl Golzo Hans Nickel Karl Hoffmann Werner Kleine Alfred Krohn (Steuermann)                 | 8:04,4 min | Hoffnungslauf 2. Runde |

#### Lauf 3
| Rang | Nation             | Athleten                                                                                | Zeit       | Qualifiziert für |
| ---- | ------------------ | --------------------------------------------------------------------------------------- | ---------- | ---------------- |
| 1    | Schweiz            | Ernst Haas Joseph Meyer Otto Bucher Karl Schwegler Fritz Bösch (Steuermann)             | 7:46,4 min | Viertelfinale    |
| 2    | Vereinigte Staaten | Allerton Cushman Charles Mason James Hubbard James Lawrence Eugene Belisle (Steuermann) | 7:49,4 min |                  |

#### Lauf 4
| Rang | Nation     | Athleten                                                                                              | Zeit       | Qualifiziert für |
| ---- | ---------- | --- | ---------- | ---------------- |
| 1    | Polen      | Franciszek Bronikowski Edmund Jankowski Leon Birkholc Bernard Ormanowski Bolesław Drewek (Steuermann) | 7:47,6 min | Viertelfinale    |
| 2    | Frankreich | Jean Ruffier des Aimés Henri Gatineau Léon le Cornu Georges Piot André Decours (Steuermann)           | 7:50,8 min |                  |

#### Hoffnungslauf 2. Runde
| Rang | Nation          | Athleten                                                                        | Zeit       | Qualifiziert für |
| ---- | --------------- | ------------------------------------------------------------------------------- | ---------- | ---------------- |
| 1    | Deutsches Reich | Karl Golzo Hans Nickel Karl Hoffmann Werner Kleine Alfred Krohn (Steuermann)    | 6:58,4 min | Viertelfinale    |
| 2    | Ungarn          | Sándor Hautzinger Zoltán Török László Bartók Béla Blum Béla Zoltán (Steuermann) | 7:00,4 min |                  |

### Viertelfinale

#### Viertelfinale 1
| Rang | Nation  | Athleten                                                                                              | Zeit       | Qualifiziert für |
| ---- | ------- | --- | ---------- | ---------------- |
| 1    | Polen   | Franciszek Bronikowski Edmund Jankowski Leon Birkholc Bernard Ormanowski Bolesław Drewek (Steuermann) | 7:29,0 min | Halbfinale       |
| 2    | Belgien | Jean Bauwens Theo Wambeke Alphonse De Wette Charles Van Son Maurice Delplanck (Steuermann)            | 7:30,2 min |                  |

#### Viertelfinale 2
| Rang | Nation          | Athleten                                                                                     | Zeit       | Qualifiziert für |
| ---- | --------------- | -------------------------------------------------------------------------------------------- | ---------- | ---------------- |
| 1    | Italien         | Valerio Perentin Giliante D’Este Nicolò Vittori Giovanni Delise Renato Petronio (Steuermann) | 7:18,4 min | Halbfinale       |
| 2    | Deutsches Reich | Karl Golzo Hans Nickel Karl Hoffmann Werner Kleine Alfred Krohn (Steuermann)                 | 7:26,4 min |                  |

#### Viertelfinale 3
| Rang | Nation  | Athleten                                                                    | Zeit       | Qualifiziert für |
| ---- | ------- | --------------------------------------------------------------------------- | ---------- | ---------------- |
| 1    | Schweiz | Ernst Haas Joseph Meyer Otto Bucher Karl Schwegler Fritz Bösch (Steuermann) | 8:02,4 min | Halbfinale       |

### Halbfinale

#### Halbfinale 1
| Rang | Nation  | Athleten                                                                                     | Zeit       | Qualifiziert für |
| ---- | ------- | -------------------------------------------------------------------------------------------- | ---------- | ---------------- |
| 1    | Italien | Valerio Perentin Giliante D’Este Nicolò Vittori Giovanni Delise Renato Petronio (Steuermann) | 6:43,4 min | Finale           |
| 2    | Schweiz | Ernst Haas Joseph Meyer Otto Bucher Karl Schwegler Fritz Bösch (Steuermann)                  | 6:46,8 min | Halbfinale 3     |

#### Halbfinale 2
| Rang | Nation | Athleten                                                                                              | Zeit       | Qualifiziert für |
| ---- | ------ | --- | ---------- | ---------------- |
| 1    | Polen  | Franciszek Bronikowski Edmund Jankowski Leon Birkholc Bernard Ormanowski Bolesław Drewek (Steuermann) | 7:29,4 min | Halbfinale 3     |

#### Halbfinale 3
| Rang        | Nation  | Athleten                                                                                              | Zeit       | Qualifiziert für |
| ----------- | ------- | --- | ---------- | ---------------- |
| 1           | Schweiz | Ernst Haas Joseph Meyer Otto Bucher Karl Schwegler Fritz Bösch (Steuermann)                           | 7:01,4 min | Finale           |
| 2 (Bronze ) | Polen   | Franciszek Bronikowski Edmund Jankowski Leon Birkholc Bernard Ormanowski Bolesław Drewek (Steuermann) | 7:12,8 min |                  |

### Finale
| Rang   | Nation  | Athleten                                                                                     | Zeit       |
| ------ | ------- | -------------------------------------------------------------------------------------------- | ---------- |
| Gold   | Italien | Valerio Perentin Giliante D’Este Nicolò Vittori Giovanni Delise Renato Petronio (Steuermann) | 6:47,8 min |
| Silber | Schweiz | Ernst Haas Joseph Meyer Otto Bucher Karl Schwegler Fritz Bösch (Steuermann)                  | 7:03,4 min |